# Matadahosahalli, Arsikere
Matadahosahalli là một làng thuộc tehsil Arsikere, huyện Hassan, bang Karnataka, Ấn Độ.